# South Park: The 25th Anniversary Concert
South Park: The 25th Anniversary Concert è un album dal vivo dei creatori della serie d'animazione satirica South Park, Trey Parker e Matt Stone, affiancati dai gruppi musicali statunitensi Primus e Ween, pubblicato il 29 settembre 2022 dalla MTV Entertainment Studios. L'album ha anche avuto come ospiti Geddy Lee e Alex Lifeson del gruppo musicale canadese Rush.

## Tracce
Testi e musiche di Trey Parker, Matt Stone, Primus e Ween eccetto dove indicato.
1. Here Come The Bastards – 5:14 (Primus, Ween)
2. There's Magic Inside You – 2:06 (Trey Parker, Matt Stone)
3. Uncle Fucker – 6:31
4. Montage – 3:09
5. Jackin' It In San Diego – 2:56
6. It's Easy, MMKay? – 3:25
7. South Park Themes – 5:52 (Les Claypool, Primus, Trey Parker, Matt Stone)
8. Butters Theme Song / Robot Friend – 4:19 (Trey Parker, Matt Stone)
9. Blame Canada – 2:37
10. Closer To The Heart – 6:31 (Geddy Lee, Alex Lifeson, Primus, Matt Stone)
11. Colorado Farm – 4:51
12. Gay Fish – 4:45 (Trey Parker, Matt Stone, Claude Coleman Jr.)
13. The Mollusk – 3:37 (Ween)
14. Tommy (Butters) The Cat – 5:30 (Primus, Matt Stone)
15. Let's Fighting Love – 3:30
16. When I Was On Top Of You – 3:11 (Trey Parker, Matt Stone)
17. Buckingham Green – 4:08 (Ween)
18. The Ballad Of Lemmiwinks – 7:21
19. Kyle's Mom's A Bitch – 2:09 (Trey Parker, Matt Stone, Claude Coleman Jr.)
20. What Would Brian Boitano Do? – 2:44
21. Boogers & Cum – 5:08
22. America, Fuck Yeah / America Medley – 6:51

Durata totale: 96:25